# Dendromus lachaisei
Dendromus lachaisei är en gnagare i släktet egentliga trädmöss som förekommer i västra Afrika.
Vuxna exemplar är 55 till 78 mm långa (huvud och bål), har en 79 till 98 mm långs svans och väger i genomsnitt 11g. Den långa och mjuka pälsen på ovansidan har en ockra färg och undersidan är vit. En mörk strimma på ryggens topp saknas. Vid framtassen är tummen och lillfingret förminskade. De andra fingrarna har långa klor. Den första tån vid bakfoten är kort och den femte är motsättlig. De mellersta tårna är långa.
Exemplar hittades i sydöstra Guinea, norra Liberia och i Elfenbenskusten. Arten lever i låglandet och i bergstrakter upp till 1450 meter över havet. Dendromus lachaisei vistas i skogar, i savanner och den besöker odlingsmark.
Honor bygger ett näste av gräs. En hona var dräktig med fyra ungar under regnperioden.
Regionalt hotas beståndet av gruvdrift. Populationens storlek är okänd. IUCN listar arten med kunskapsbrist (DD).